# Aplidium cyaneum
Aplidium cyaneum is een zakpijpensoort uit de familie van de Polyclinidae. De wetenschappelijke naam van de soort werd in 1983 voor het eerst geldig gepubliceerd door Claude en Françoise Monniot.